# Slobožanske (Čuhujivský rajón)
Slobožanske (ukrajinsky Слобожанське, rusky Слобожанское – Slobožanskoje) je sídlo městského typu v Charkovské oblasti na Ukrajině. K roku 2017 v něm žilo přes čtrnáct tisíc obyvatel.

## Poloha a doprava
Slobožanske leží severně od jezera Lyman, které bylo původním korytem Severního Doňce, přítoku Donu. Ten ovšem dnes teče několik kilometrů dál jihozápadně. Je vzdáleno přibližně šedesát kilometrů jihovýchodně od Charkova, správního střediska oblasti.
V blízkosti obce je nákladní stanice na trati z Charkova přes Izjumu  do Horlivky, hlavního železničního uzlu na Donbase. Nejbližší osobní železniční stanice je přibližně dvaadvacet kilometrů severozápadně ve Zmijivu, do jehož rajónu dřív obec spadala.

## Dějiny
Obec byla založena v roce 1956 pod jménem Komsomolske (Комсомольське) v souvislosti s výstavbou Zmijivské tepelné elektrárny. Od roku 1960 má status sídla městského typu.
K 4. únoru 2016 byla obec v rámci dekomunizace Ukrajiny přejmenována na Slobožanske.

### Rodáci
- Valentyn Mykolajovyč Krjačko (* 1958), fotbalista a fotbalový trenér

## Hospodářství
Významným hospodářským zařízením v obci je Zmijivská tepelná elektrárna, jedna z největších tepelných elektráren na Ukrajině.